# ويلوبي ميلر

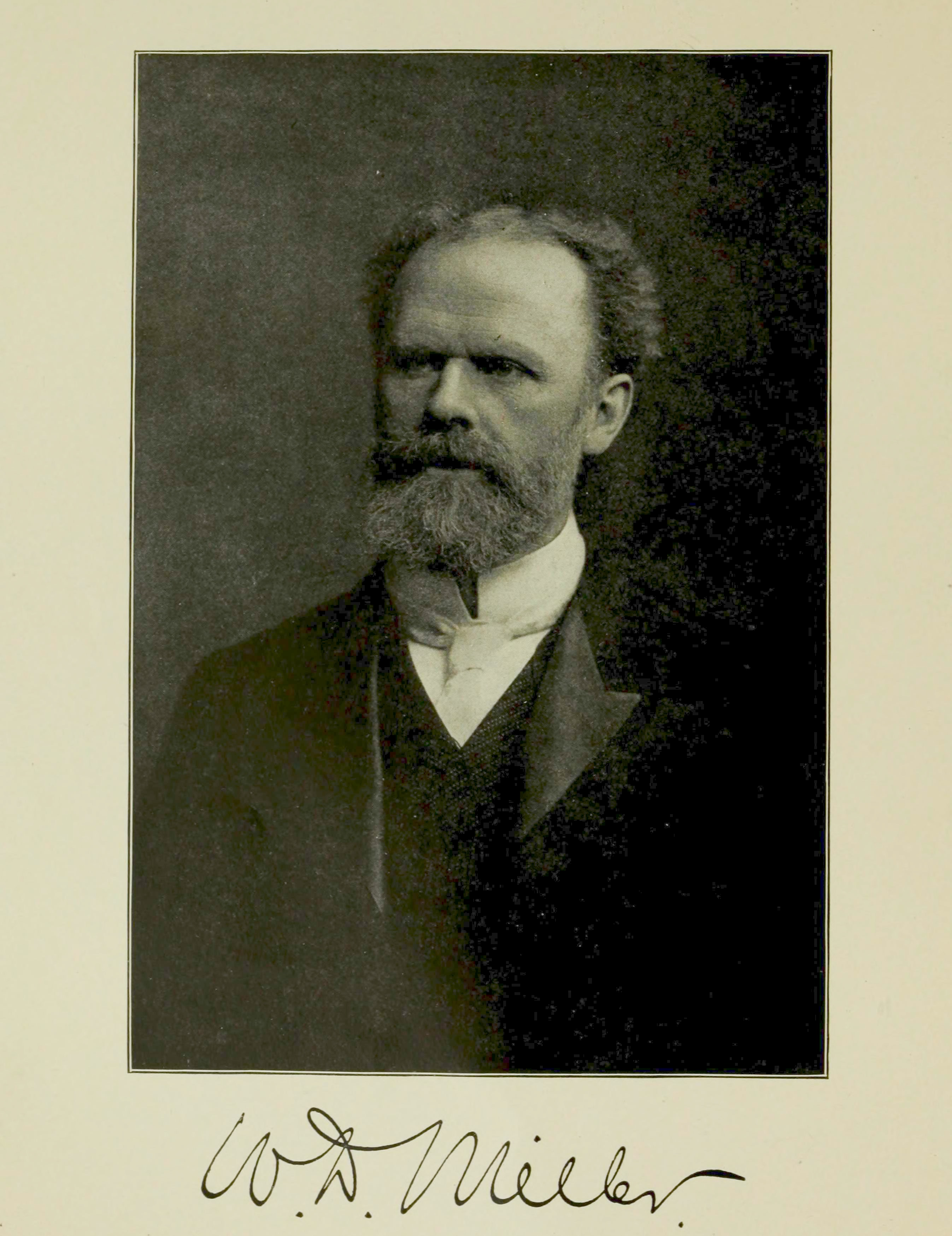
ويلوبي دايتون ميلر

ويلوبي دايتون ميلر (بالإنجليزية: Willoughby D. Miller)‏ (1853-1907) هو طبيب أسنان أمريكي وأول أخصائي في علم الأحياء الدقيقة الخاصة بالفم.

## السيرة الذاتية
وُلد ويلوي دايتون ميلر في الإسكندرية، أوهايو، ودرس الرياضيات والفيزياء في جامعة ميشيغان. سافر إلى أدنبره لمواصلة دراسته، ولكن دفعته المشاكل المالية للانتقال إلى برلين حيث كان يساعده طبيب الأسنان الأمريكي فرانك أبوت. تزوج ميلر في وقت لاحق من ابنة أبوت، كارولين. بعد أن أصبح ميلر مهتمًا بمهنة والده، عاد إلى الولايات المتحدة ليتدرب كطبيب أسنان في كلية طب الأسنان بنسلفانيا. واندمجت هذه الكلية مع جامعة بنسلفانيا قسم طب الأسنان في عام 1878، وكان ميلر واحدًا من أعضاء الصف الأول المتخرج منها في عام 1879. في سنواته الأخيرة تم تعيينه عميدًا لكلية الطب بجامعة بنسلفانيا لطب الأسنان، لكنه توفي قبل تولي المنصب. بعد تخرجه، عاد ميلر إلى برلين حيث عمل في البداية في مكتب طب الأسنان الخاص بأبوت وواصل اهتمامه بالعلوم الناشئة في علم الأحياء المجهرية.
عمل ميلر خلال العصر الذهبي للميكروبيولوجيا. اكتشف باستور أن البكتيريا يمكن أن تخمر السكريات في حامض اللبنيك، وأظهر فرنسي آخر، إميل ماجيتوت، أن تخمر السكريات يمكن أن يسبب تسوس الأسنان في المختبر. وقد لوحظت البكتيريا داخل العاج النفيس من قبل وندروود ومايلز في عام 1881، واقترح هؤلاء الباحثون أيضًا أن الأحماض البكتيرية ضرورية لإزالة المعادن من الأسنان.
في ظل هذه الخلفية طور ميلر أبحاثه الميكروبيولوجية الخاصة بطب الفم والأسنان، وسرعان ما أصبح أستاذًا في طب الأسنان التشغيلي في جامعة برلين. عمل في المختبر الميكروبيولوجي روبرت كوخ في برلين وبدأ العديد من المشاريع البحثية التي أدخلت المبادئ البيولوجية الحديثة لطب الأسنان. في عام 1890 وضع ميلر نظرية الكيميائية الطفيلية لتسوس الأسنان. تشير تلك النظرية إلى أن التسوس ينتج عن الأحماض التي تنتجها البكتيريا في الفم بعد تخمر السكريات. تم تعزيز مبادئ نظرية الكيميائية الطفيلية من قبل وصف البلاك الجرثومية على أسطح الأسنان بشكل مستقل من قبل چي. إف بلاك و جل ويليامز في عام 1898. تساعد الكتلة الحيوية من البلاك على توطين الأحماض على سطح الأسنان ومنع التخفيف عن طريق اللعاب. يعتقد ميلر أنه لا يوجد نوع واحد من البكتيريا يمكن أن يسبب تسوس. تم استبدال هذه الفكرة في الخمسينيات عندما تم تأسيس دور العقدية موتانز كمرض أساسي في التسوس. أتى المزيد من الفحص الميكروبيولوجي باكتشاف آفات النخر باستخدام 16S تسلسل RNA وارتفاع إنتاج الحمض النووي التسلسل والذي يشير إلى أن مجتمعات الكائنات الحية المختلفة قد تكون أكثر أهمية من الأنواع الفردية.
تُعتبر المساهمة الرئيسية الثانية لميلر هي نظرية العدوى البؤرية. اقترح ميلر أن الكائنات الحية الدقيقة في الفم أو منتجاتها لها دور في تطوير مجموعة متنوعة من الأمراض في المواقع التي يُزال منها الأسنان في الفم، بما في ذلك خراجات الدماغ والأمراض الرئوية ومشاكل المعدة. على الرغم من أن ميلر لم يقترح إزالة الأسنان للقضاء العدوى، إلا أنه دعا إلى علاج وملء قنوات الجذور، وإزالة الأسنان بشكل كامل والذي أصبح من الممارسات المقبولة. وبما أن هذا نادرًا ما ينتج عنه فائدة صحية إيجابية، فإن مفهوم العدوى البؤرية عن طريق الفم فقدت تدريجيًا مصداقيتها. ومع ذلك، بدأت الدراسات الوبائية في الثمانينيات تشير إلى وجود علاقة بين أمراض اللثة ومرض الشريان التاجي، وسرعان ما اتبعت الجمعيات العلمية تلك النظرية.
ومن المقبول عمومًا الآن أن البكتيريا الموجودة في الفم يمكن أن تنقل من خلال الجهاز الدوري مسببةً أمراض في مواقع أخرى بالجسم، أو تسبب اضطرابات عامة في الجهاز المناعي مما يؤدي إلى المرض. تبيّن مرة أخرى أن مساهمات ميلر كانت صحيحة.

## روابط خارجية
- ويلوبي ميلر على موقع الموسوعة البريطانية (الإنجليزية)